# Pochette de costume
 (août 2025).
Si vous disposez d'ouvrages ou d'articles de référence ou si vous connaissez des sites web de qualité traitant du thème abordé ici, merci de compléter l'article en donnant les références utiles à sa vérifiabilité et en les liant à la section « Notes et références ».

Exemple de veste pour homme avec pochette.

Une pochette est un accessoire de mode masculine qui se place dans la poche extérieure gauche de la veste, au niveau de la poitrine. On l’appelle aussi parfois mouchoir.
Les pochettes peuvent être fabriquées avec du coton, de la laine, de la soie ou du lin. Il en existe dans toute la gamme de couleurs, et dans de nombreux motifs : uni, tartan, à carreaux, à rayures, à pois, à fleurs, etc. La pochette de costume traditionnelle est faite d'un ourlet dit « roulotté » qui ne peut être fait qu'à la main. Le roulottage consiste à rouler très serré les bords de la pochette pour donner de la tenue au mouchoir.
Aujourd’hui la pochette est vue comme un accessoire de mode, à l’instar des boutons de manchette ou du nœud papillon mais elle eut aussi un usage purement hygiénique.

## Histoire de la pochette de costume
Quand on étudie l’histoire de la pochette, on s’aperçoit qu’elle n’a cessé d’osciller entre l’usage hygiénique que l’on fait d’un mouchoir et l’élégance qu’elle apporte à une tenue.
On utilise déjà en Égypte, 4 000 ans av. J.-C. des mouchoirs en lin lors des cérémonies. Vers 2 000 ans av. J.-C. les Égyptiens fortunés portent des pochettes en lin blanc décoloré.
Dans la Grèce Antique, les notables parfumaient leurs pochettes et s'en servaient pour se moucher.
Au IVe siècle, le clergé romain a l’habitude de porter un mouchoir de lin blanc sur le bras gauche : c’est le manipule, accessoire liturgique.
Au XIVe siècle, les nobles de France parfument leur mouchoir de soie pour se protéger des mauvaises odeurs.
On dit que c’est le roi Richard II d'Angleterre qui invente le mouchoir vers 1390. En tous cas, il en répandit l’usage. La pochette est alors surtout portée par les nobles.
Au XVIIe siècle, la pochette devient populaire à travers l’Europe de l’ouest, elle n’est alors plus seulement portée par les riches mais par des personnes de toute classe sociale.
Initialement, la pochette était placée dans la poche du pantalon, car il était considéré comme sale d’arborer un mouchoir usagé dans la poche d’une veste.
L’usage hygiénique du mouchoir change complètement avec l’arrivée des costumes deux pièces au XIXe siècle. Les poches de pantalon étant déjà remplies d’objets divers comme des pièces de monnaie, beaucoup d’hommes commencèrent à mettre leur mouchoir dans la poche de leur veste pour qu’il ne se salisse pas.
Cette technique demeura et dans les années 1920 la pochette devient davantage un accessoire de mode. Les hommes avaient souvent sur eux deux mouchoirs, un dans la poche de la veste à usage esthétique et un autre dans la poche du pantalon, ce dernier servant à se sécher les mains ou à se moucher.
Jusque dans les années 1950-1960, la pochette reste très à la mode. Portée par des acteurs comme Cary Grant ou Gary Cooper, elle demeure un accessoire d’élégance ultime.
Elle connut un passage à vide jusqu’aux années 1990, mais revient depuis à la mode, le succès de la série américaine Mad Men en ayant créé le retour dans le domaine du prêt-à-porter du style de l’homme d’affaires des années 1960.

## Comment la plier
Il existe beaucoup de façons de plier et de donner forme à une pochette, et à vrai dire pas vraiment de règle en la matière, en voici quelques-unes :
- Le pli plat : la pochette est pliée en rectangle de la largeur de sa poche, et la hauteur permet de laisser dépasser de sa poche un rectangle d'un ou deux centimètres.
- Le pli bouffant : l’idée est que le tissu sorte « librement » de la poche, un peu comme une fleur. Pour cela, il faut pincer le tissu au milieu et placer la partie non pincée dans la poche.
- Le pli en pointe : le tissu est plié en forme de triangle, puis les côtés du tissu sont rabattus vers le centre, de manière que la base du triangle qui sort de la poche soit de la largeur de la poche. Une pointe dépasse de la poche.

Plat, vaporeux, triangulaire ou en escalier, les techniques sont libres d’être adaptées selon le goût de chacun.
Plus récemment, certains costumes présentent une pochette à pli plat directement intégrée et cousue sur la poche de la poitrine de la veste. Elle peut être alors cachée à l'intérieur ou sortie pour le style, ne posant plus de problème à plier pour les néophytes.

## Comment la porter
De la même façon que pour le pliage, il n’existe pas de limites dans la façon de porter une pochette. Elle est généralement portée avec une veste — de costume ou non.
Libre à chacun d’assortir les couleurs, les tissus et les motifs de sa tenue. La seule limite est celle du bon — ou mauvais — goût de chacun, ainsi que la règle selon laquelle cravate et pochette ne doivent pas être identiques.